# Cycloramphus asper
Espèce
Synonymes
- Telmatobius asper Boulenger, 1907
- Niedenia spinulifer Ahl, 1924
- Cyclorhamphus neglectus Lutz, 1928
- Cyclorhamphus boulengeri Lutz, 1929

Statut de conservation UICN

 DD  : Données insuffisantes
Cycloramphus asper est une espèce d'amphibiens de la famille des Cycloramphidae.

## Répartition
Cette espèce est endémique de l'Est de l'État de Santa Catarina au Brésil. Elle se rencontre entre 300 et 800 m d'altitude dans la Serra do Mar.

## Publication originale
- Werner, 1899 : Beschreibung neuer Reptilien und Batrachier. Zoologischer Anzeiger, vol. 22, no 4, p. 479-484 (texte intégral).